# 谢泼德引理
薛福輔理（Shephard's lemma）是個體經濟學中的一个重要结论，在生产者理论和消费者理论等领域中都有所应用。

## 具体描述
在消费者理论中，谢泼德引理指出，對於给定的效用水準{\displaystyle u}和给定的各产品价格{\displaystyle \mathbf {p} }，某种产品{\displaystyle i}的需求量恰等于支出函数对其价格求偏导的结果：
{\displaystyle h_{i}(\mathbf {p} ,u)={\frac {\partial e(\mathbf {p} ,u)}{\partial p_{i}}}}，
其中{\displaystyle h_{i}(\mathbf {p} ,u)}为产品{\displaystyle i}的Hicks需求函數，{\displaystyle e(\mathbf {p} ,u)}为消费者的支出函数。

### 证明
通过带等式约束的包络定理即可证明：
{\displaystyle {\frac {\partial {e}}{\partial {p_{i}}}}={\frac {\partial {\mathcal {L}}}{\partial {p_{i}}}}=x_{i}^{h}}，
其中{\displaystyle {\mathcal {L}}=\mathbf {p} \cdot \mathbf {x} +\lambda (u-U(\mathbf {x} ))}为拉格朗日乘數，{\displaystyle x_{i}^{h}}为使支出最小的需求量，也即Hicks需求函數。